# Trichogramma bezdencovii
Trichogramma bezdencovii är en stekelart som beskrevs av Bezdenko 1968. Trichogramma bezdencovii ingår i släktet Trichogramma och familjen hårstrimsteklar. Inga underarter finns listade i Catalogue of Life.